# محمد تقي عبد الكريم
محمد تقي عبد الكريم (20 فبراير 1936 - 6 نوفمبر 1998) كان رئيس جزر القمر من 25 مارس 1996 حتى وفاته في 6 نوفمبر 1998.

## حياته
ولد في مبيني، القمر الكبرى وكانت أسرته تملك امتيازات، وهو حفيد جامبي فومو، سليل السلطان موسى فومو. في طفولته درس في مدغشقر ثم ذهب إلى فرنسا لمواصلة تعليمه وحصل على شهادة في هندسة الأشغال العامة. ثم عاد إلى القمر الكبرى، عَيَّنَهُ سعيد محمد شيخ مسؤولاً عن الأشغال العامة في أنجوان حيث تعرف على أحمد عبد الله.

## المناصب الوظيفية
- 1970: وزير التنمية في حكومة سعيد إبراهيم بن علي الثانية
- 1971: وزير التربية والتعليم
- 1972: وزير التنمية الريفية في عهد سعيد محمد جعفر
- 1973: وزير التخطيط الخاص في عهد أحمد عبد الله
- 1975: وزير الداخلية

لجأ إلى مبيني في عهد نظام علي صويلح، وقاوم العصيان مدني وسجن. حُرر من قبل أسرته عن طريق المرتزقة.
- 1978: سكرتير ومستشار قانوني برئاسة أحمد عبد الله عبد الرحمن

1978-1984: رئيس الجمعية الاتحادية،
قطع علاقاته مع عبد الله ولجأ إلى فرنسا.

## الحياة السياسية اللاحقة
في عام 1990، عاد تقي إلى البلاد وأصبح مرشحًا للرئاسة بعد وفاة أحمد عبد الله. لكن سعيد محمد جوهر فاز في الانتخابات. وشغل منصب رئيس الوزراء في الفترة من 7 يناير 1992 إلى 15 يوليو 1992 وكان الرئيس بالنيابة من 2 أكتوبر 1995 إلى 5 أكتوبر 1995. وانتخب رئيسًا لجزر القمر من 25 مارس 1996 حتى وفاته في 6 نوفمبر 1998.